# Analyse d'échelle
En mathématiques, l'analyse d'échelle est une méthode d'approximation utilisée pour simplifier des équations comptant plusieurs termes en comparant leur ordre de grandeur et leur influence sur le phénomène modélisé. Le principe est de garder le terme principal et de négliger les autres termes secondaires.

## Exemple
Prenons comme exemple les équations Équations de Navier-Stokes appliquées à l'atmosphère, uniquement pour la composante verticale :
{\displaystyle {{\partial w} \over {\partial t}}+u{\frac {\partial w}{\partial x}}+v{\frac {\partial w}{\partial y}}+w{\frac {\partial w}{\partial z}}-{\frac {u^{2}+v^{2}}{R}}=-{{\frac {1}{\varrho }}{\frac {\partial p}{\partial z}}}-g+2{\Omega u\cos \varphi }+\nu \left({\frac {\partial ^{2}w}{\partial x^{2}}}+{\frac {\partial ^{2}w}{\partial y^{2}}}+{\frac {\partial ^{2}w}{\partial z^{2}}}\right),\qquad (1)}
ou R est le rayon de la Terre, Ω est la vitesse de rotation de la terres, g est la gravité, φ est la latitude ρ est la densité de l'air et ν est la viscosité cinématique de l'air (les turbulences en atmosphère libre sont négligées ).
Les relevés réels sur l'atmosphère de notre planète donnent : 
- Vitesse horizontale de l'ordre de U = 101 m s−1 et vertical de l'ordre de W = 10−2 m s−1.
- La dimension horizontale est L = 106 m et la dimension verticale est H = 104 m.
- L'ordre de grandeur du temps mis en jeu est T = L/U = 105 s.
- La différence de pression dans la troposphère est ΔP = 104 Pa
- La densité de l'air ρ = 100 kg m−3.
- Les autres grandeurs physiques sont approximativement :

R = 6,378 × 106 m ;
Ω = 7,292 × 10−5 rad s−1 ;
ν = 1,46 × 10−5 m s−1 ;
g = 9,81 m s−2.
Estimer les différents termes dans l'équation (1) peut être fait en utilisant la méthode :
{\displaystyle {\begin{aligned}{{\partial w} \over {\partial t}}&\sim {\frac {W}{T}}\\[1.2ex]u{\frac {\partial w}{\partial x}}&\sim U{\frac {W}{L}}&\qquad v{\frac {\partial w}{\partial y}}&\sim U{\frac {W}{L}}&\qquad w{\frac {\partial w}{\partial z}}&\sim W{\frac {W}{H}}\\[1.2ex]{\frac {u^{2}}{R}}&\sim {\frac {U^{2}}{R}}&\qquad {\frac {v^{2}}{R}}&\sim {\frac {U^{2}}{R}}\\[1.2ex]{\frac {1}{\varrho }}{\frac {\partial p}{\partial z}}&\sim {\frac {1}{\varrho }}{\frac {\Delta P}{H}}&\qquad \Omega u\cos \varphi &\sim \Omega U\\[1.2ex]\nu {\frac {\partial ^{2}w}{\partial x^{2}}}&\sim \nu {\frac {W}{L^{2}}}&\qquad \nu {\frac {\partial ^{2}w}{\partial y^{2}}}&\sim \nu {\frac {W}{L^{2}}}&\qquad \nu {\frac {\partial ^{2}w}{\partial z^{2}}}&\sim \nu {\frac {W}{H^{2}}}\end{aligned}}}
Maintenant il faut introduire les échelles et leurs valeurs dans l'équation (1) :
{\displaystyle {\frac {10^{-2}}{10^{5}}}+10{\frac {10^{-2}}{10^{6}}}+10{\frac {10^{-2}}{10^{6}}}+10^{-2}{\frac {10^{-2}}{10^{4}}}-{\frac {10^{2}+10^{2}}{10^{6}}}}
{\displaystyle =-{{\frac {1}{1}}{\frac {10^{4}}{10^{4}}}}-10+2\times 10^{-4}\times 10+10^{-5}\left({\frac {10^{-2}}{10^{12}}}+{\frac {10^{-2}}{10^{12}}}+{\frac {10^{-2}}{10^{8}}}\right).\qquad (2)}
Force est de constater que quasiment tous les termes de l'équation (2) sont négligeables. Il reste comme valeur non négligeable :
{\displaystyle 0=-{{\frac {1}{1}}{\frac {10^{4}}{10^{4}}}}-10.\qquad (3)}
Cela simplifie drastiquement l'équation, et il ne reste que les termes de (3), soit l'équation simplifiée suivante :
{\displaystyle {{\frac {1}{\varrho }}{\frac {\partial p}{\partial z}}}=-g}